# Ponerinae (roślina)
Ponerinae – podplemię roślin z rodziny storczykowatych (Orchidaceae). Obejmuje 3 rodzaje oraz 17 gatunków występujących w Ameryce Południowej i Ameryce Środkowej.

## Systematyka
Podplemielemię sklasyfikowane do plemienia Epidendreae, podrodziny epidendronowych (Epidendroideae) w rodzinie storczykowatych (Orchidaceae), rząd szparagowce (Asparagales) w obrębie roślin jednoliściennych.
Wykaz rodzajów
- Helleriella A.D.Hawkes
- Isochilus R.Br.
- Nemaconia Knowles & Westc.
- Ponera Lindl.